# Stradivarius

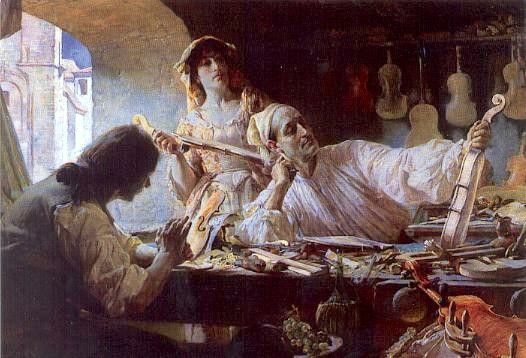
Antonio Stradivari, de Edgar Bundy, 1893: o imagine romanticizată a unui erou meșter

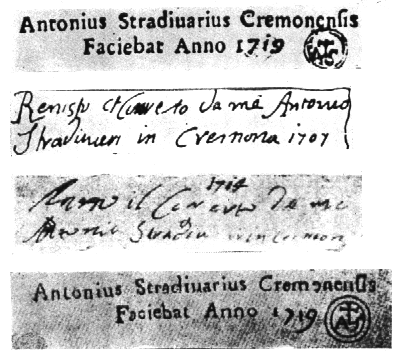
Eticheta de la Stradivari

Un Stradivarius este una dintre viori, viole, celule și alte instrumente de coardă construite de membrii familiei italiene Stradivari, în special de Antonio Stradivari (latină: Antonius Stradivarius), între secolele XVII și XVIII. Conform reputației lor, calitatea sunetului lor sfida încercările de fi explicate sau egalate, deși această convingere este contestată.    Faima instrumentelor Stradivarius este răspândită, fiind prezente în numeroase opere de ficțiune. 

## Construcția instrumentului
Stradivari și-a făcut instrumentele folosind o formă interioară, spre deosebire de copiștii francezi, cum ar fi Vuillaume, care a folosit o formă exterioară. Se observă clar din numărul de forme de viori de-a lungul carierei sale că a făcut mai multe experimente în ceea ce privește dimensiunea instrumentelor sale.  Lemnul folosit a inclus molid pentru partea superioară, salcie pentru blocurile interioare și garniturile și arțar pentru spate, prăguș și gât. 
S-a estimat că lemnul folosit ar fi putut fi tratat cu mai multe tipuri de minerale, atât înainte cât și după construcția unei vioară. Oamenii de știință de la Universitatea Națională din Taiwan au detectat urme de aluminiu, cupru și calciu în lemnul din viorile Stradivari.   Este posibil ca urmele să provină de la conservanți chimici aplicați de lemne pe lemnul pe care îl vindeau.  De asemenea, producătorii de viori au aplicat diferite lacuri la instrumentele lor. Se poate să fi folosit borat de potasiu (borax) pentru a le proteja împotriva cariilor de lemn .  Sodatul și silicatul de potasiu ar fi putut fi utilizate pentru a preveni mucegaiul, putrezirea și deteriorarea de către insectelor.  Simone Fernando Sacconi a sugerat ca Vernice bianca, un lac tempera de ou compus din rășină arabică, miere și albus de ou, ar putea fi folosit. 
Mai recent, chimistul francez Jean-Philippe Echard și colaboratorii săi au studiat lacurile viorilor Stradivarius. Acesta a raportat că, atunci când lacul nu mai este vizibil pentru ochiul uman de pe suprafața viorilor mai vechi, acesta poate fi detectat în straturile superioare ale celulelor. Un strat inferior de lac se găsește în celulele superioare de lemn, în timp ce un altul superior se sprijină pe lemn. Descoperirile lui Echard sugerează, de asemenea, că Stradivari a folosit un amestec de rășină cremoneză comună, ulei și pigment sub formă de lac, mai degrabă decât să-și facă singur. Echard nu a găsit urme de ingrediente specializate, cum ar fi proteine, rășină sau chihlimbar fosil.  
Un studiu comparativ publicat de către PLOS ONE în 2008  nu a găsit diferențe semnificative în densitățile mediene dintre viorile moderne și cele clasice sau alte viori clasice de diferite origini; în schimb, sondajul a mai multor exemple moderne și clasice de viori a evidențiat o distincție notabilă atunci când comparăm diferențele de densitate. Aceste rezultate sugerează că diferențele de densitate din material pot avea un rol semnificativ în ceea ce constă producția sonoră a viorilor clasice. Un sondaj ulterior, axat pe compararea densităților mediane atât în exemplele de vioară clasică, cât și în cele moderne, a pus sub semnul întrebării rolul materialelor disponibile, de atunci, care ar fi putut scoate în evidență a diferențelor sonore, deși nu a existat nimic să contracareze problema diferenței de densitate. Conținutul de cupru și aluminiu este mai mare decât instrumentele actuale.  

## Valoarea pe piață

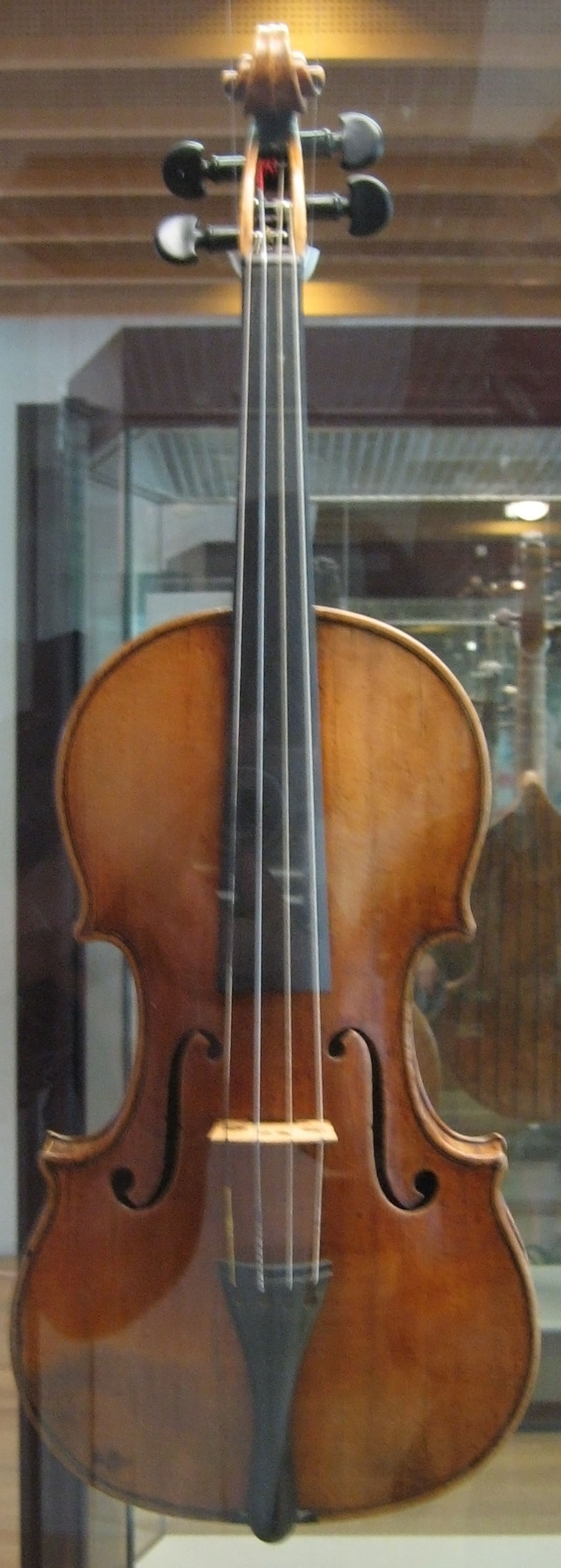
Vioara Antonio Stradivari din 1703 expusă, în spatele sticlei, la Musikinstrumentenmuseum (Muzeul Instrumentelor Muzicale din Berlin), 2006

Un Stradivarius realizat în anii 1680 sau în perioada „Modelelor alungite” a lui Stradivari din 1690 până în 1700, ar putea valora sute de mii până la câteva milioane de dolari la prețurile de astăzi.  1697 " Molitor "  Stradivarius, o dată zvonește că au aparținut lui Napoleon (aparținea unui general din armata lui, contele Gabriel Jean Joseph Molitor), vândută în 2010 la Licitațiile Tarisio violonistei Anne Akiko Meyers pentru $ 3.600.000, care la timpul respectiv reprezenta un record mondial.  
În funcție de condiție, instrumentele realizate în perioada „de aur” a lui Stradivari între 1700 și aproximativ 1725  pot valora milioane de dolari. În 2011, vioara sa "Lady Blunt" din 1721, care se află în stare impecabilă, a fost vândută la Londra pentru 15,9 milioane de dolari (poartă numele nepoatei lui Lord Byron, Lady Anne Blunt, care a deținut-o timp de 30 de ani). A fost vândută de Nippon Music Foundation în ajutorul apelului Japoniei în cadrul cutremurului și tsunamiului.  În primăvara anului 2014, viola „Macdonald” a fost scoasă la licitație prin intermediul casei de licitații a instrumentelor muzicale Ingles & Hayday în colaborare cu Sotheby's printr-o licitație silențioasă, cu o ofertă minimă de 45 de milioane de dolari.  Licitația nu a reușit să-și atingă oferta minimă până la 25 iunie 2014  astfel că viola nu a fost vândută. 
Revista Vice a raportat în mai 2013 că „în ultimii ani, fondurile de investiții ale Stradivarius au început să apară, crescând astfel prețurile deja astronomice”. 
Instrumentele Stradivarius sunt expuse riscului de a fi furate. Instrumentele furate sunt deseori recuperate, chiar și după ce lipsesc mulți ani. Acestea sunt greu de vândut ilicit, întrucât colecționarii vor suna în mod obișnuit la poliție dacă sunt abordați de un vânzător cu un Stradivarius cunoscut a fi fost furat.  În ultimii ani, "Generalul Kyd Stradivarius" a fost furată în 2004. A fost returnată trei săptămâni mai târziu de o femeie care a găsit-o și a predat-o poliției.   Sinsheimer / Iselin a fost furată în Hanovra, Germania în 2008 și recuperată în 2009.  Lipinski Stradivarius a fost furată într-un jaf armat la 27 ianuarie 2014  și ulterior a fost recuperată.  Ames Stradivarius a fost furată în 1981 și recuperată în 2015. 
O serie de instrumente furate rămân lipsă, cum ar fi Davidoff-Morini, furată în 1995,  Le Maurien, furată în 2002,  și Karpilowsky, furată în 1953. 

## Comparații în ceea ce privește calitatea sunetului
Mai presus de toate, aceste instrumente sunt renumite pentru calitatea sunetului pe care îl produc. Cu toate acestea, numeroasele experimente oarbe din 1817   până în prezent (până în 2014    ) nu au găsit niciodată nicio diferență de sunet între viorile Stradivari și viorile de înaltă calitate, în stil comparabil cu alți producători și de diferite perioade, neexistând diferențe nici în analiza acustică.   Într-un test deosebit de celebru al unui program BBC Radio 3 din 1977, violoniștii Isaac Stern și Pinchas Zukerman împreună cu expertul și colecționarul de viori Charles Beare, au încercat să facă distincția între „Chaconne” Stradivarius, un Guarneri del Gesú din 1739, un Vuillaume din 1846 și o vioară britanică din 1976 la care a cântat, în spatele unui ecran, un solist profesionist. Celor doi violoniști li s-a permis să cânte mai întâi toate instrumentele. Niciunul dintre ascultători nu a identificat mai mult de două dintre cele patru instrumente. Doi dintre ascultători au identificat vioara secolului XX drept Stradivarius.  Violoniștii și alții au criticat aceste teste din diverse motive, cum ar fi faptul că nu sunt acoperiți la ochi cu două eșarfe (în majoritatea cazurilor), jurații nu sunt adesea experți, iar sunetele viorilor sunt greu de evaluat obiectiv și reproductibil.  
Într-un test din 2009, violonistul britanic Matthew Trusler a interpretat Stradivarius-ul său din 1711, care a spus că valorează două milioane de dolari americani și patru viori moderne realizate de producătorul elvețian de viori Michael Rhonheimer[de]. Una dintre viorile Rhonheimer, realizate cu lemn pe care cercetătorul de la Empa (Laboratorul Elvețian Federal pentru Știinta și Tehnologia Materialelor) Francis Schwarze le-a tratat cu ciuperci, a primit 90 din cele 180 de voturi pentru cel mai bun ton, în timp ce Stradivarius a venit al doilea, cu 39 de voturi. Majoritatea (113) dintre ascultători au identificat greșit vioara câștigătoare drept Stradivarius.   
Într-un test dublu-orb din 2012   publicat în studiul „ Preferințele artistului dintre viorile noi și cele vechi”,  interpreții experți nu au putut distinge instrumentele vechi de cele noi, cantând la acestea pentru o perioadă scurtă de timp într-o cameră mică.  Într-un test suplimentar, efectuat într-o sală de concerte, una dintre viorile Stradivarius a fost plasată pe primul loc, dar unul dintre participanți a declarat că „publicul din sala de concert era în esență echivoc în legătura cu instrumentele care erau mai bune în fiecare dintre comparațiile instrumentelor de pereche." și "am putut simți ușoare diferențe în ceea ce privește instrumentele ... dar, în general, toate au fost grozave. Niciuna dintre ele nu părea substanțial mai slabă decât celelalte"  Viorile moderne au fost apreciate ca având calități mai bune în ceea ce privește  sunetul și au fost preferate din nou într-un studiu din 2017.  
În timp ce mulți soliști de talie mondială cântă la viori ale lui Antonio Stradivari, există excepții notabile. De exemplu, Christian Tetzlaff a cântat anterior „un Strad destul de celebru”, dar a trecut la o vioară făcută în 2002 de Ștefan-Peter Greiner. El afirmă că ascultătorul nu poate spune că instrumentul său este modern și îl consideră excelent pentru Bach și mai bun decât un Stradivarius pentru „marile concerte romantice și din secolul XX”. 

## Teorii și încercări de reproducere
Unii susțin că cele mai bune Stradivari au superiorități unice.  Au fost întreprinse diverse încercări de a explica aceste presupuse calități, majoritatea rezultatelor fiind nereușite sau neconcludente. De-a lungul secolelor, au fost prezentate și dezbătute numeroase teorii  - inclusiv o afirmație că lemnul a fost reciclat din catedrale vechi. 
O teorie mai modernă atribuie creșterea arborilor într-o perioadă de temperaturi scăzute globale în perioada Micii Epoci de gheață asociată cu activitatea solară neobișnuit de scăzută a Maunder Minimum, circa 1645 până în 1750, timp în care se crede că temperaturile mai reci din toată Europa au cauzat și au încetinit creșterea copacilor, rezultând astfel într-un lemn neobișnuit de dens.   Mai multe dovezi pentru această „mică epocă a gheții” provin dintr-o simplă examinare a inelelor de creștere densă din lemnul folosit în instrumentele Stradivari.  Doi cercetători - omul de știință al inelului arborilor al Universității din Tennessee, Henri Grissino-Mayer și Lloyd Burckle, un climatolog de la Universitatea Columbia - și-au publicat concluziile care susțin teoria densității lemnului crescut în revista Dendrochronologia . 
În 2008, cercetătorii de la Centrul Medical al Universității Leiden din Olanda, au anunțat dovezi suplimentare că densitatea de lemn a provocat calitatea ridicată a acestor instrumente. După ce au examinat viorile cu raze X, cercetătorii au descoperit că toate aceste viori au o densitate extrem de consistentă, cu o variație relativ scăzută în ceea ce privește creșterea copacilor care au produs acest lemn. 
O altă explicație posibilă este aceea că lemnul provenea din pădurile din nordul Croației .  Acest lemn de arțar este cunoscut pentru densitatea extremă rezultată din creșterea lentă cauzată de iernile dure croate. Lemnul croat a fost comercializat de comercianții venețieni din acea epocă, și este încă folosit astăzi de către lutieri și oameni de artă locali pentru instrumente muzicale. 
Unele cercetări indică conservanții de lemn folosiți la acea vreme ca având o mare contributie în ceea ce privește calitățile rezonante. Joseph Nagyvary   dezvăluie că a susținut întotdeauna cu convingere că există o gamă largă de substanțe chimice care vor îmbunătăți sunetul viorii. Într-un studiu din 2009 co-autor cu Renald Guillemette și Clifford Spiegelman, Nagyvary a obținut așchii dintr-o vioară Stradivarius și le-au examinat, astfel că analizele au indicat că acestea conțin : borax, fluoruri, crom și săruri de fier.  De asemenea, el a descoperit că lemnul s-a descompus puțin, în măsura în care plăcile filtrante din porii dintre traheidele componente ale lemnului au putrezit, poate în timp ce lemnul era depozitat în sau sub apă în laguna de la Veneția, înainte ca Stradivarius să-l folosească. 
Steven Sirr, radiolog, a lucrat cu diferiți cercetători pentru a efectua o scanare CT a unui Stradivari cunoscut sub numele de „Betts”. Datele privind diferitele densități ale lemnelor utilizate au fost apoi folosite pentru a recrea o matrice de reproducție. 

## Viori care poartă eticheta Stradivari
În timp ce doar aproximativ 650 de instrumente originale Stradivari (harpe, chitare, viole, violoncele, viori) există, mii de viori au fost făcute în tributul lui Stradivari, copiind modelul său și purtând etichete care citează „Stradivarius” pe ele. Prezența unei etichete Stradivarius nu confirmă faptul că instrumentul este o lucrare autentică a Stradivari. 

## Păstrarea sunetului Stradivarius pentru generațiile viitoare
Potrivit unui articol din 2019 din The New York Times, Muzeo del Violino din orașul Cremona, Italia întreprinde un proiect pentru a preservare a sunetul instrumentelor Stradivarius. În ianuarie 2019, patru muzicieni au înregistrat o multitudine de game și arpegii în diferite tehnici pentru a prezenta sunetele produse de două viori, o violă și un violoncel. Aceste înregistrări, cunoscute sub numele de „Stradivarius Sound Bank”, vor face parte dintr-o colecție permanentă la Museo del Violino, care va permite generațiilor viitoare să asculte instrumentele Stradivarius. Pentru a facilita aceste înregistrări, „primarul orașului, Gianluca Galimberti, a implorat cetățenii lui Cremona să evite sunetele bruște și inutile”. 

## Collection at theMetropolitan Museum of Art, New York

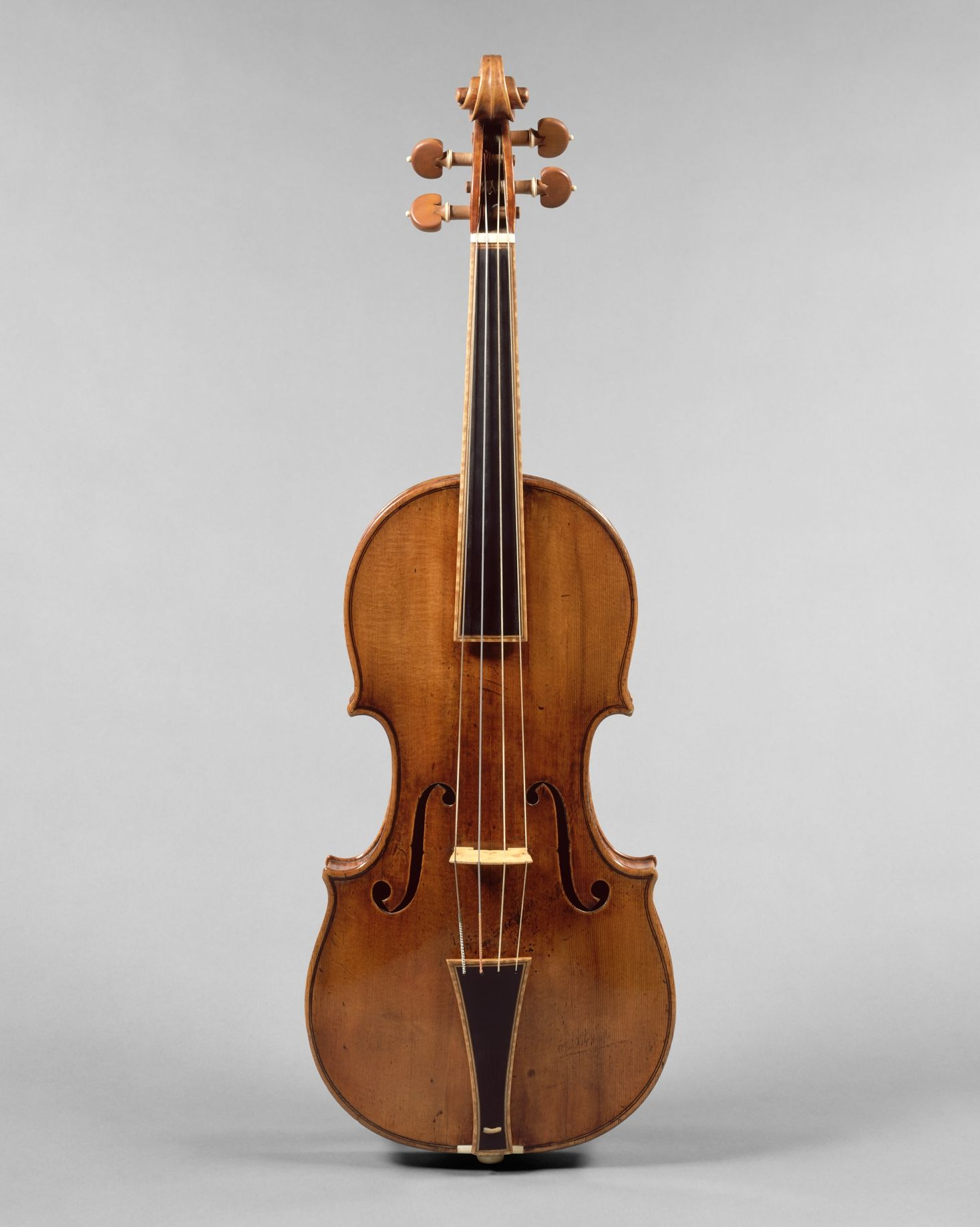
Vioara "Gould" (1693)
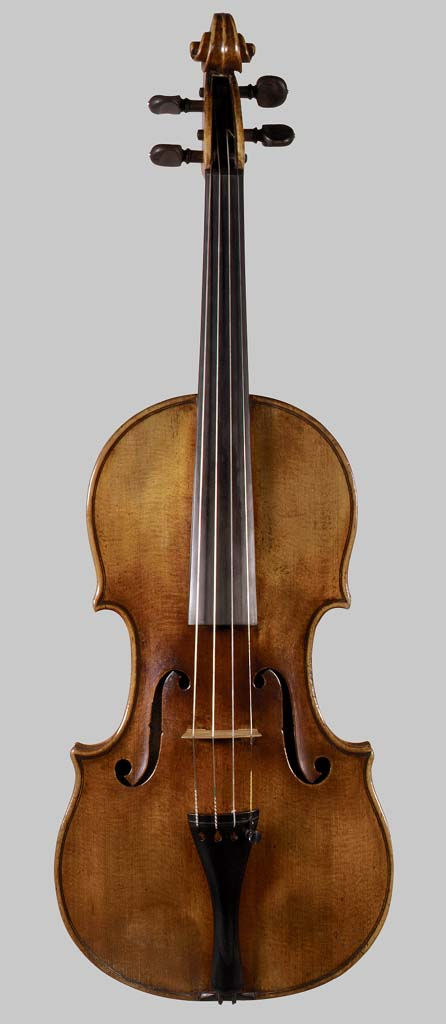
Vioara "Francesca" (1694)
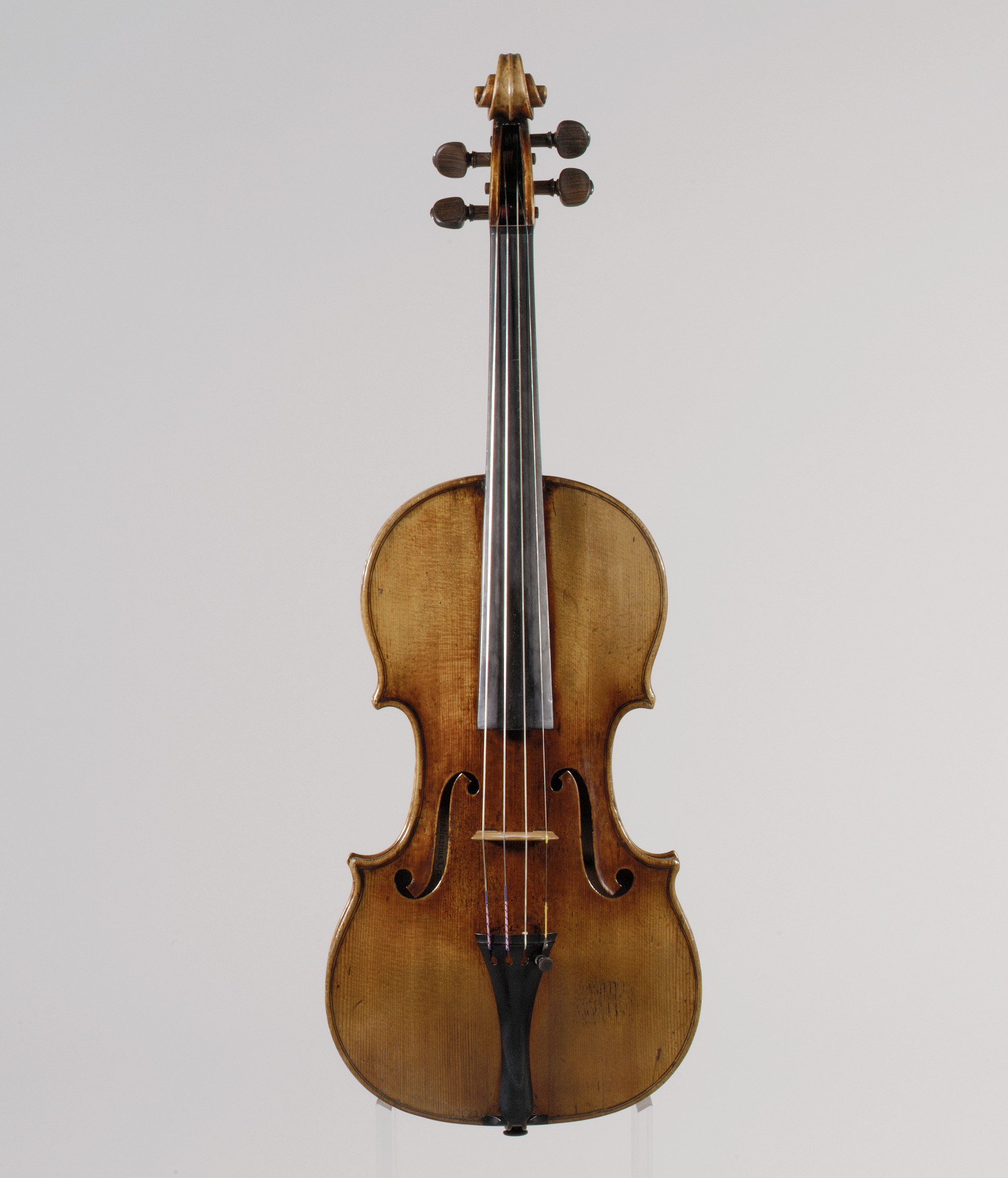
Vioara "Antonius" (1711)

## Citiți de asemenea
- - Câte strade?, Ernest N. Doring, William Lewis & Son, Chicago, 1945
  - Hill, William Henry; Hill, Arthur F.; Hill, Alfred Ebsworth (1902). Antonio Stradivari, His Life and Work (1644–1737). London: W.E. Hill & Sons. OCLC 8179349.
  - Faber, Toby (2004). Stradivari's Genius: Five Violins, One Cello, and Three Centuries of Enduring Perfection. New York: Random House. ISBN 978-0-375-50848-6.  
  - Vannes, Rene (1985) [1951]. Dictionnaire Universel del Luthiers (vol.3). Bruxelles: Les Amis de la musique. OCLC 53749830.
  - Henley, Wiliam (1969). Universal Dictionary of Violin & Bow Makers. Brighton; England: Amati. ISBN 978-0-901424-00-6.  
  - Walter Hamma, Meister Italienischer Geigenbaukunst, Wilhelmshaven 1993, ISBN: 3-7959-0537-0
  - Iconografia vioară a lui Antonio Stradivari 1644–1737, Herbert K. Goodkind, Larchmont, New York, 1972.
  - Kestenbaum, David, "Un Stradivarius este doar o vioară?" , NPR, 16 mai 2014
  - Millant, Roger (1972). J.B. Vuillaume: Sa Vie et son Oeuvre (în French). London: W.E. Hill. OCLC 865746.
  - David Schoenbaum (2012). Vioara: o istorie socială a celui mai versatil instrument din lume . New York: WW Norton & Company. OCLC 783162545 OCLC   783162545

## Linkuri Externe
- - Un FourDoc (scurt documentar on-line) despre un grup de producători de vioară făcând o vioară în specimenul original al maurin Stradivarius în doar cinci zile
  - Ce face un Stradivarius atât de mare?
  - Obituarul Carleen Hutchins, maestrul producător de vioară de astăzi care a încercat să imite Stradivarius Los Angeles Times, 18 august 2009
  - Cozio.com Baza de date online a instrumentelor de Antonio Stradivari.
  - Instrumente de Antonio Stradivari pe baza de date online MIMO, site-ul mimo-international.com.
  - Cheniston K. Roland, Discografia (incompletă) a înregistrărilor Stradivarius Arhivat în 2 iulie 2006, la Wayback Machine.
  - Mark Levine, "Medici din pajiști" Arhivat în 7 august 2020, la Wayback Machine., The New York Times, 3 august 2003, colecția Stravarius a lui Herbert R. Axelrod .
  - Tipare Chladni pentru vizualizarea modelelor de rezonanță a plăcilor de vioară
  - Forme de vioară Stradivari Arhivat în 7 august 2020, la Wayback Machine. Un studiu detaliat al modelelor și desenelor Stradivari păstrate în Muzeul Cremona. .
  - Modul în care Stradivari și Guarneri și-au obținut muzica discută despre tehnicile chimice utilizate pentru a înțelege ce face sunetul unic al acestor instrumente. De la data de 1 februarie 2007 a Chimiei analitice
  - Gough, Colin (aprilie 2000). „Science and the Stradivarius”. Physics Web. Institute of Physics Publishing. Arhivat din original la 18 iulie 2007. Accesat în 30 ianuarie 2008.
  - Grovier, Kelly (22 august 2004). „Biography of Antonio Stradivari”. The Observer. Accesat în 30 ianuarie 2008.
  - Hanscom, Michael (9 decembrie 2003). „Stradivarius' Secret”. Eclecticism. Accesat în 30 ianuarie 2008.
  - "Cazul Stradivariului dispărut", Arhivat în 17 mai 2010, la Wayback Machine. un roman istoric adus de autor Emanuel E. Garcia care investighează secretele viorilor Stradivari și virtuozitatea muzicală.
  - „Viorile lui Stradivarius” Arhivat în 22 septembrie 2015, la Wayback Machine. de Familia Hill pe site-ul Amati.
  - „Stradivarius: Mysteries Of The Supreme Violin” (video). CuriosityStream. NHK. 2013.„Stradivarius: Mysteries Of The Supreme Violin” (video). CuriosityStream. NHK. 2013.